# 景东报春
景东报春（学名：Primula interjacens）为报春花科报春花属下的一个种。

## 扩展阅读
- 維基物種上的相關：景东报春